# Колмело (Тревизо)
Колмело је насеље у Италији у округу Тревизо, региону Венето.
Према процени из 2011. у насељу је живело 88 становника. Насеље се налази на надморској висини од 23 м.